# Tienji-pavilon

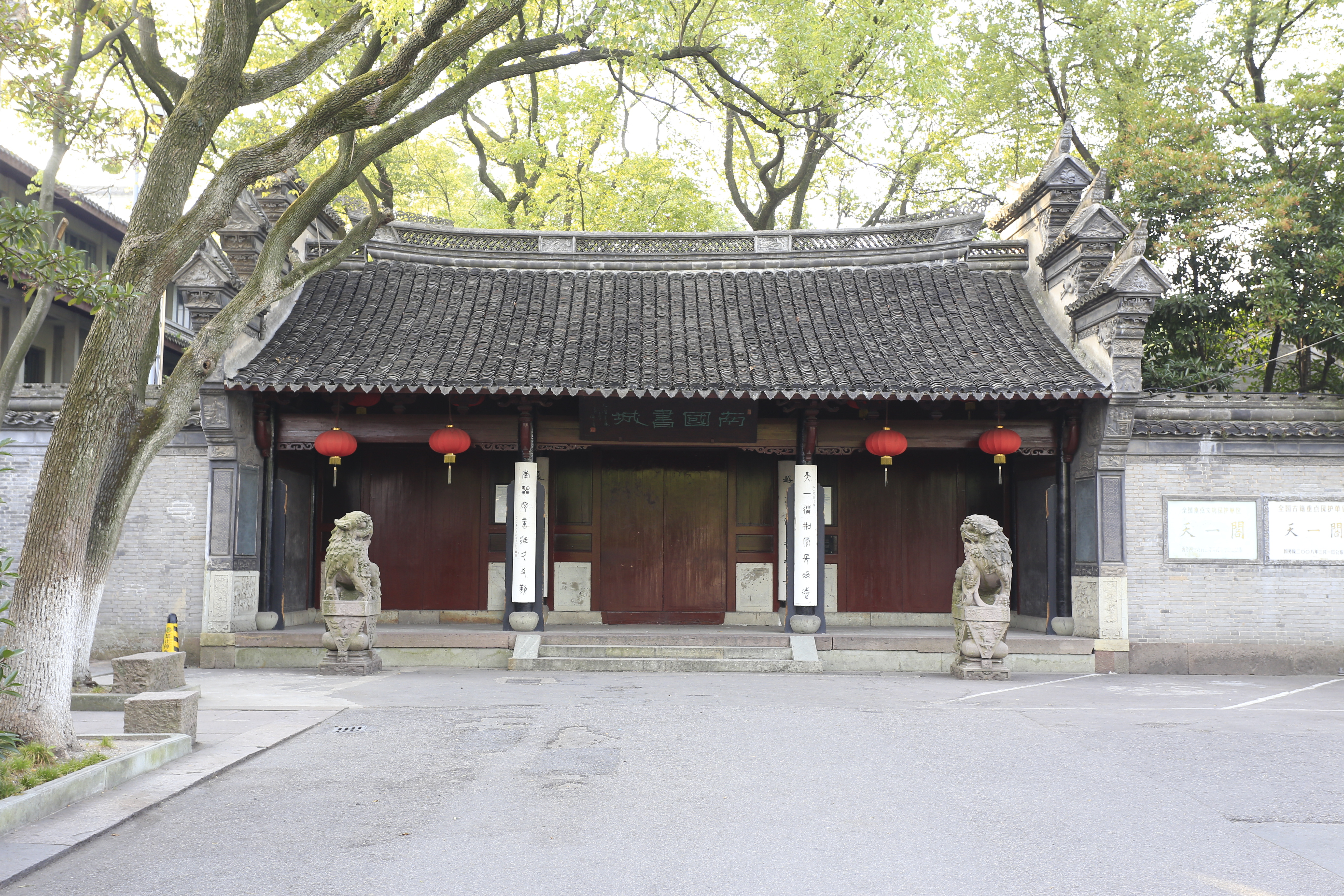
A Tienji (Tianyi)-pavilon és park bejárata

A Tienji (Tianyi) () Kína legrégibb fennmaradt könyvtára egy kínai kertben, ami Ningpo (Ningbo) városában, Csöcsiang (Zhèjiāng) tartományban található.
A Ming-dinasztia idején, 1561-ben hozta létre Fan Csi (Fan Qin), a hadügyminisztériumi szolgálatból visszavonult mandarin, és virágkorában 70 000 kötet könyvet tartalmazott. Ma a könyvtár állománya meghaladja 300 000 klasszikus kötetet.

## Elnevezése
A könyvtár és a környező park neve magyarul „Első ég” és a Változások könyvéhez, a Ji csinghez írt Han-kori kommentárban szereplő kozmikus egység koncepciójára utal. Emellett a névválasztásban az is nagy szerepet játszott, hogy az öt elem kínai tanában az „első ég” a víz eleméhez kötődik, és így alkalmasnak látszott a könyvtárakat fenyegető tűzesetek megelőzésére.

## Története
A könyvtár alapját Fan Csin (Fan Qin) a Feng-család 11. századtól gyűjtött családi könyvgyűjteményének megvételével vetette meg, majd húsz év alatt még rengeteg értékes könyvet, kéziratot vásárolt hozzájuk és a bibliotéka anyagát 53 000 kötetre bővítette.
A Csing-dinasztia (Qing-dinasztia) idején Csien-lung kínai császár (Qianlong kínai császár) is meglátogatta a könyvtárat, és utasítást adott, hogy annak adatait gondosan felmérve készítsék el másolatát a Tiltott Városban és a Csengtöi nyári rezidencia területén is az általa létrehozott Sze Ku Csüan Su (Siku Quanshu) enciklopédia elhelyezésére.
Az ópiumháború idején a brit hadsereg sok könyvet elvitt a könyvtárból. A félgyarmati, polgárháborús körülmények között a könyvtár állománya rohamosan tovább csökkent és 1940-re mindössze 20 000 kötetet tett ki. A Kínai Népköztársaság kikiáltása után a könyvtárat állami védelem alá helyezték és újra megkezdték gyarapítását másutt begyűjtött régi kötetekkel. 
1982-ben a könyvtárat és az azt körülvevő parkot nemzeti emlékhellyé nyilvánították.

## Park
A könyvtárnál jóval régebbi parkban lévő tavak a látványosság mellett a könyvgyűjtemény létrehozása óta víztartalékként is szolgálnak egy esetleges tűzoltás céljára. A kertben kőtáblák gyűjteménye is megtekinthető. A 7. században erre a helyre vonult vissza Ho Cse-csang (Hè Zhīzhāng) (659–744) költő, akiről kis pavilonnal emlékezett meg az utókor. Kormányzói ideje alatt pavilonokat emeltetett a parkban Vang An-si (Wang Anshi) (1021–1086) hivatalnok, közgazdász és költő is.
A parkban található egy nagy hagyományokra visszatekintő színpadi épület is.

## Galéria

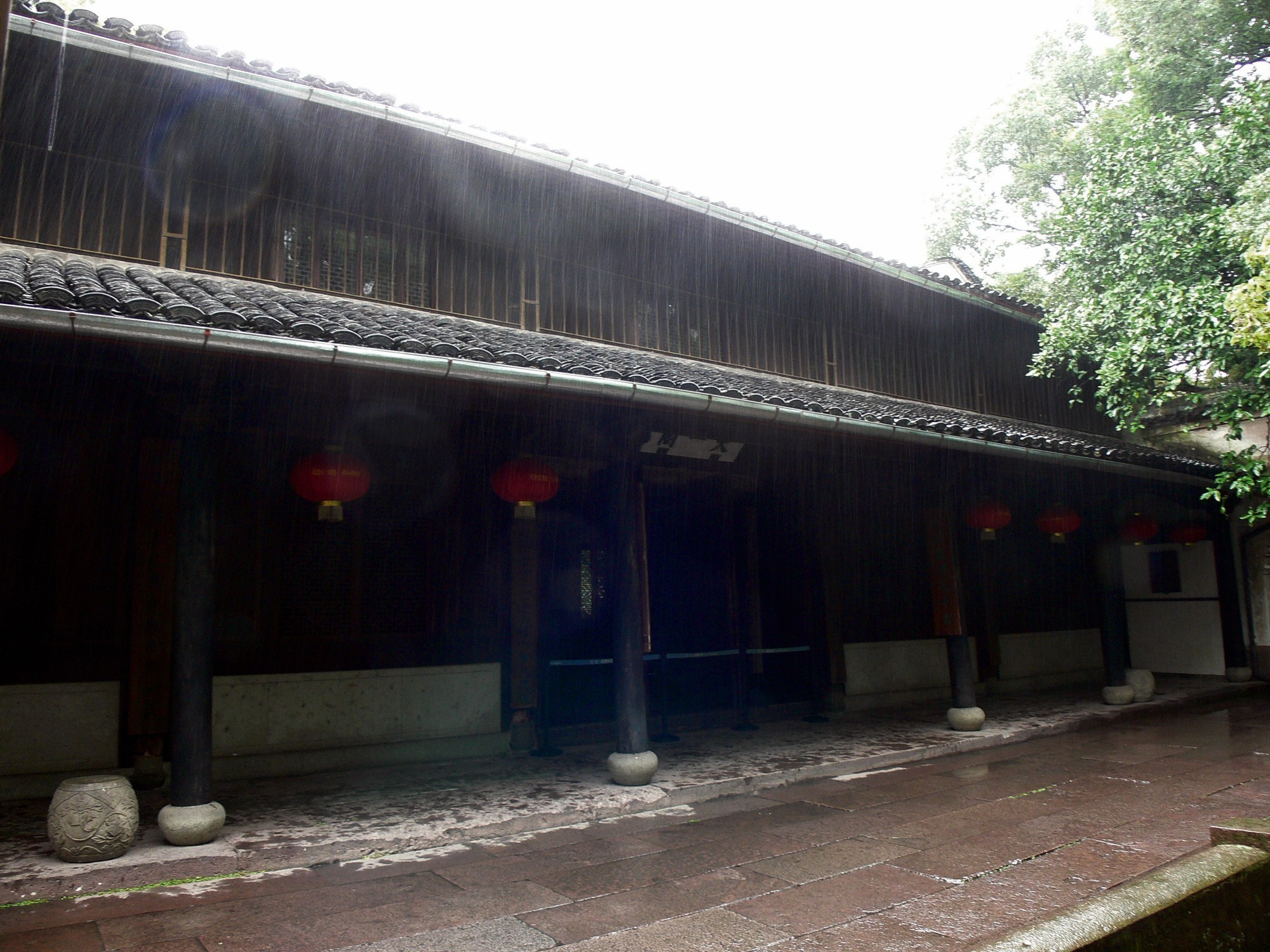
A Tienji (Tianyi)-pavilon könyvtárépülete
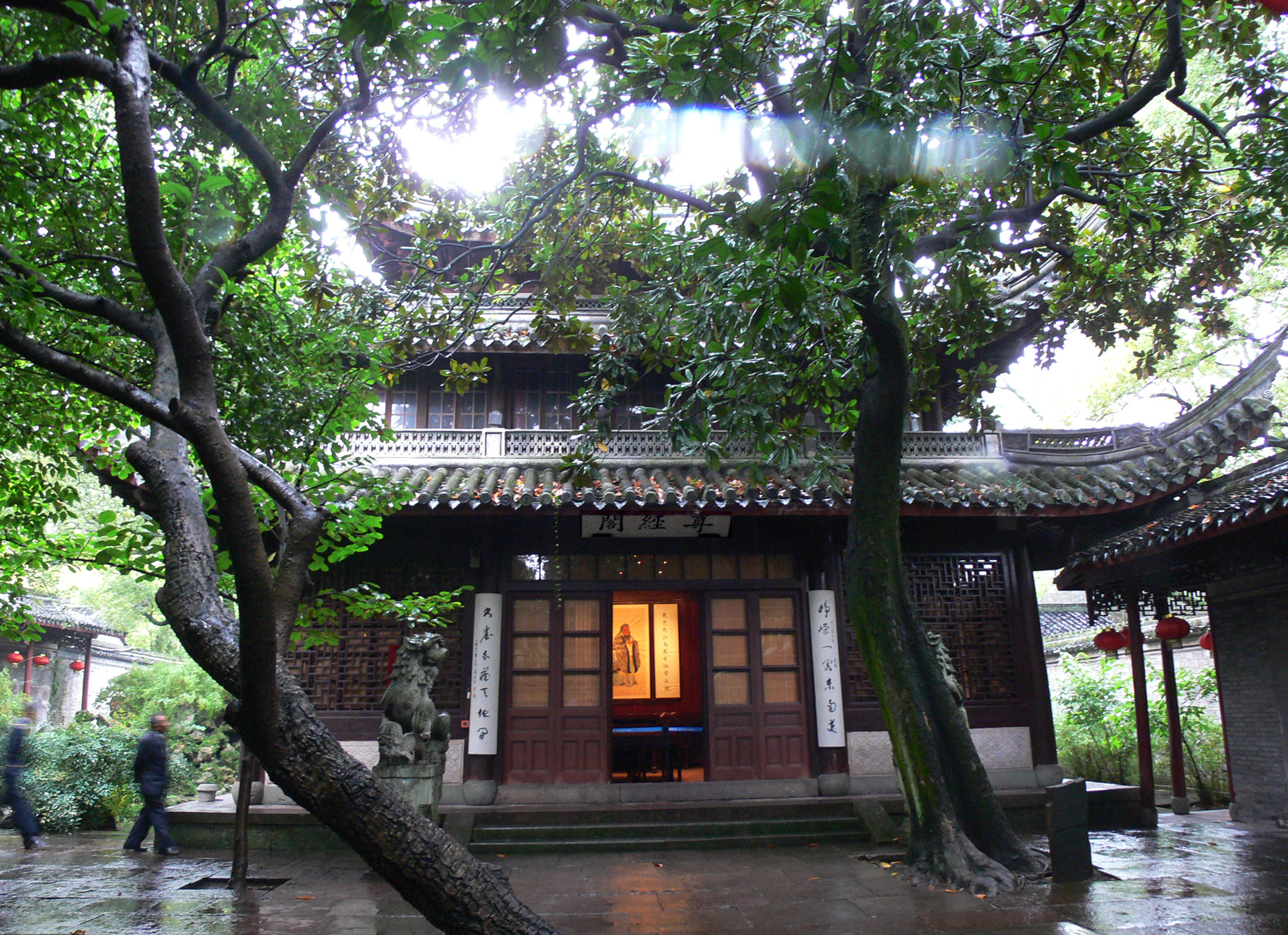
Csarnok a parkban
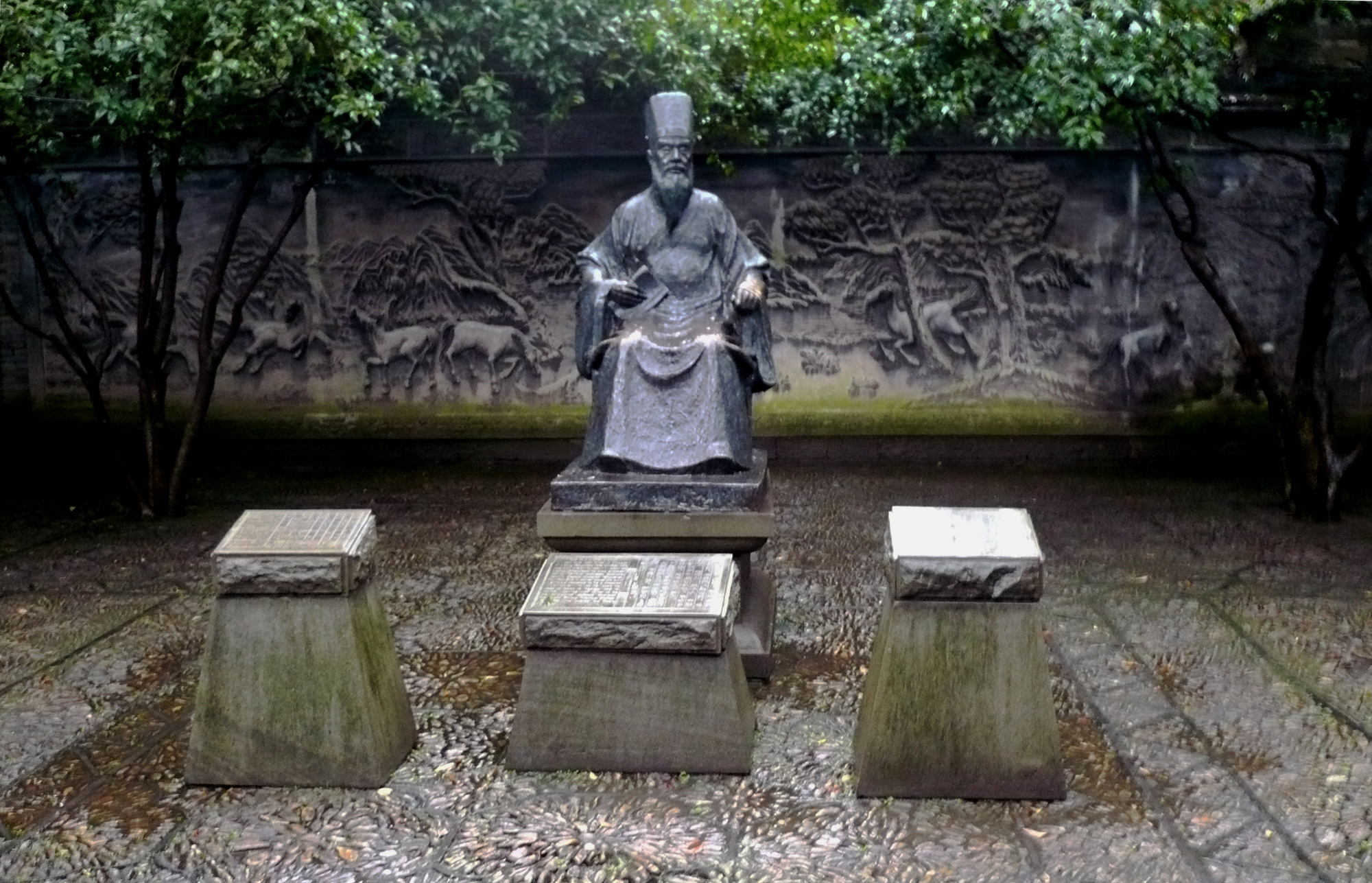
A könyvtár alapítójának szobra
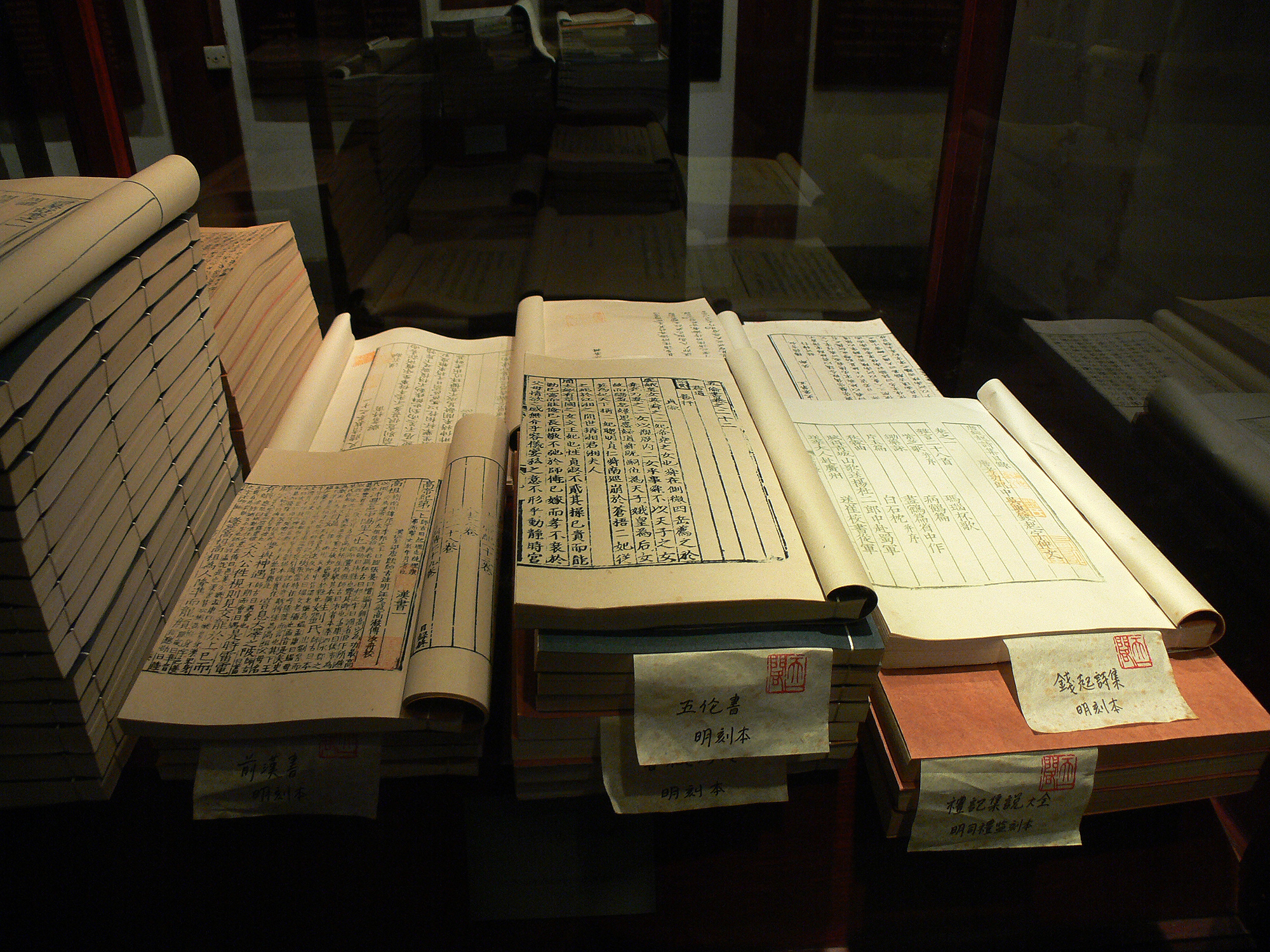
Ming-dinasztia kori könyvek
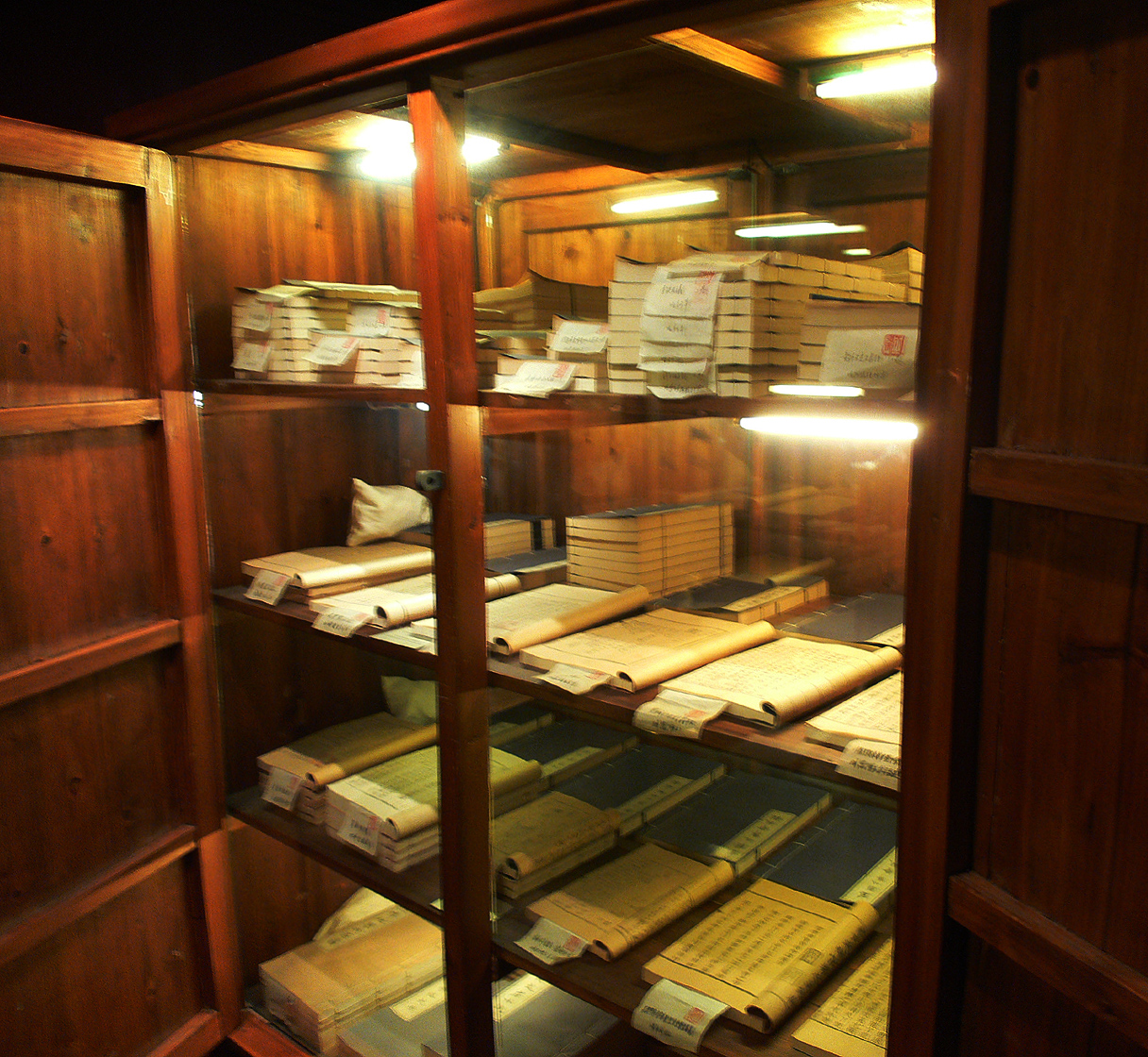
Könyvtartó állvány
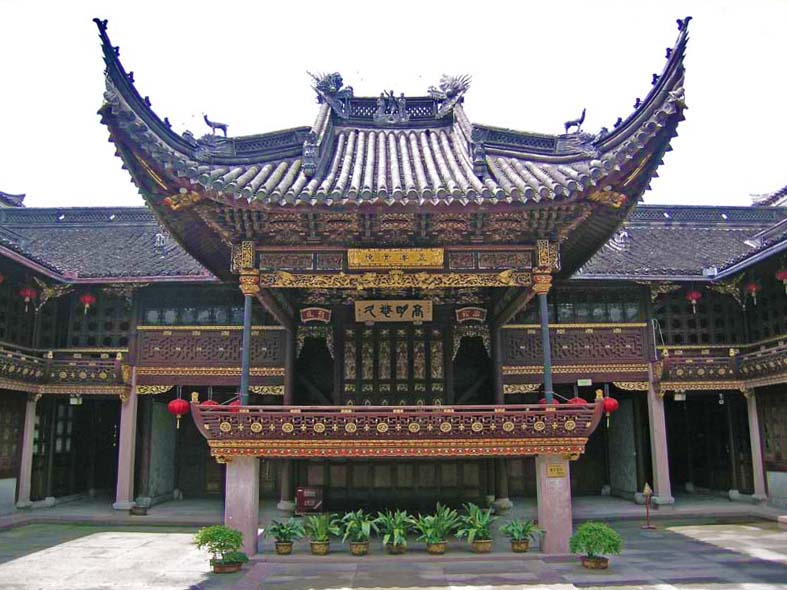
Színpadi épület
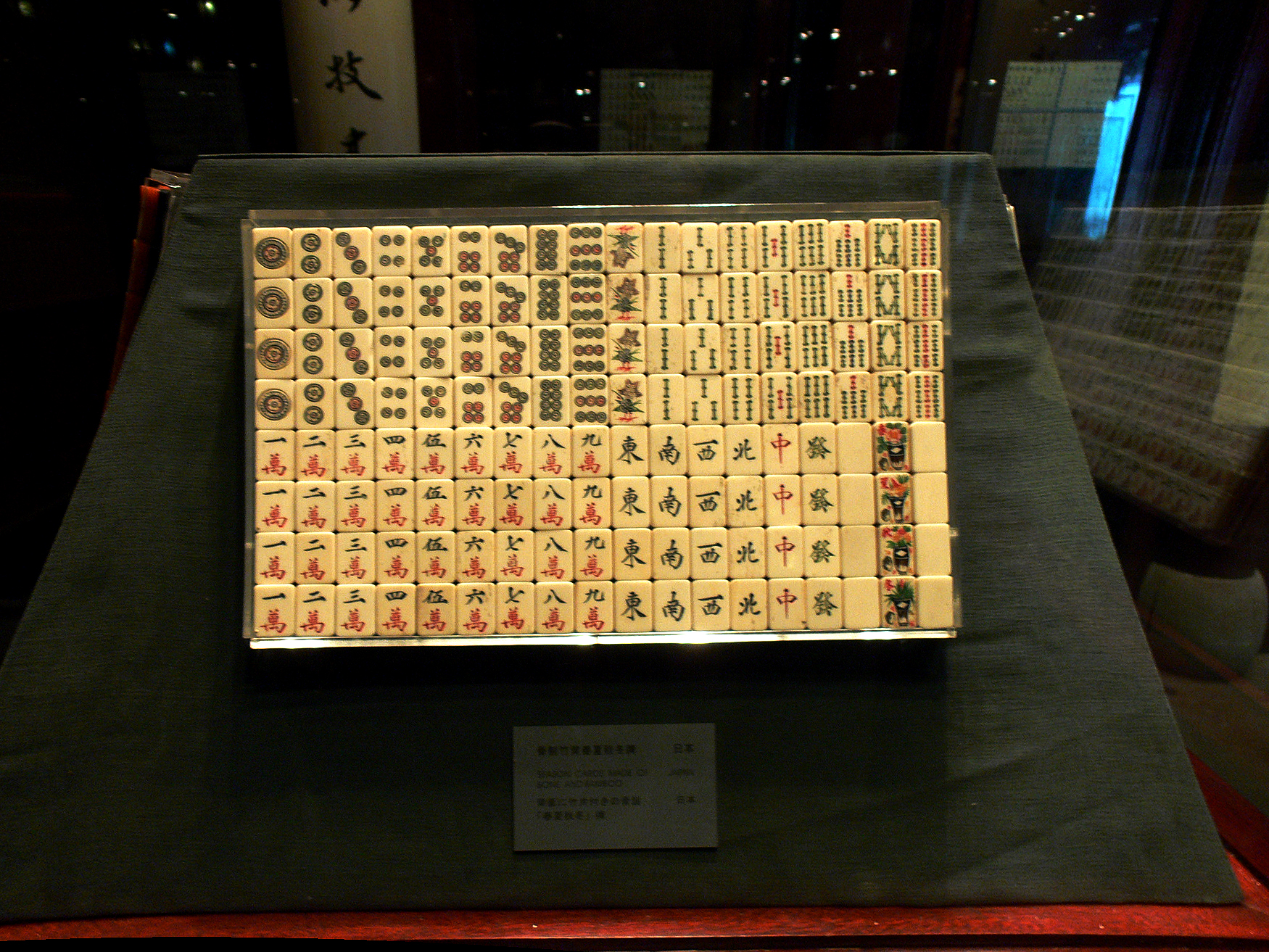
Madzsong-készlet a parkban található múzeumból
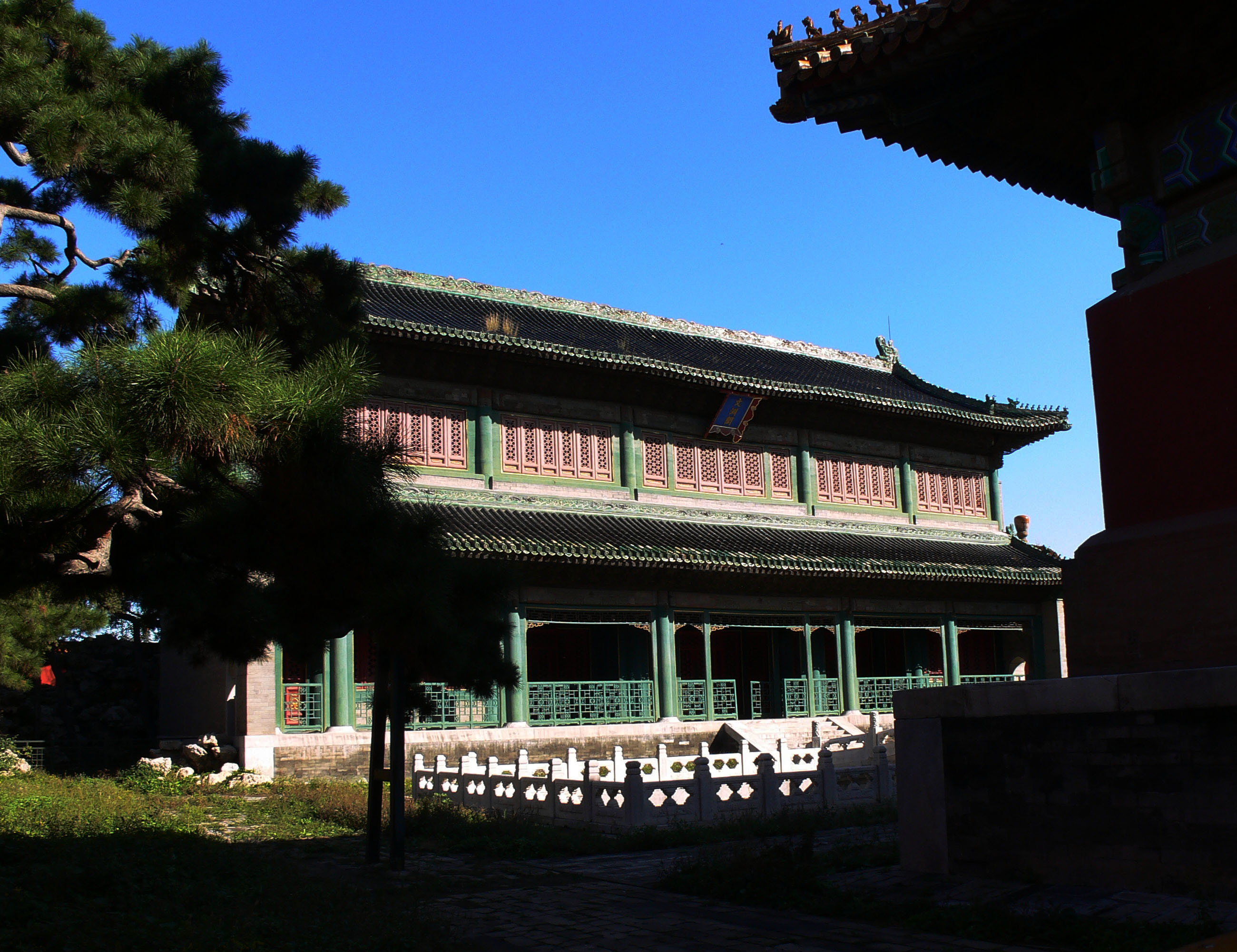
A császári könyvtár épülete a Tiltott Városban, a Tienji (Tianyi)-pavilon után mintázva

## Fordítás
- Ez a szócikk részben vagy egészben  a   Tian Yi Ge című angol Wikipédia-szócikk ezen változatának fordításán alapul.  Az eredeti cikk szerkesztőit annak laptörténete sorolja fel. Ez a jelzés csupán a megfogalmazás eredetét és a szerzői jogokat jelzi, nem szolgál a cikkben szereplő információk forrásmegjelöléseként.